# François-Péron-Nationalpark
Der François-Péron-Nationalpark (engl. Francois Peron National Park) in Westaustralien liegt circa 730 km nördlich von Perth. Er ist nach dem französischen Zoologen und Entdecker François Péron benannt und umfasst eine rund 525 km² große Fläche auf der Péron-Halbinsel.
Man kann bis zur Schaffarm mit normalen Straßenfahrzeugen fahren. Zum Befahren des restlichen Parks benötigt man auf jeden Fall ein allradgetriebenes Fahrzeug mit ausreichender Bodenfreiheit. Außerdem sollte Luft aus den Reifen abgelassen werden, um auf den tiefsandigen Pisten überhaupt vorwärtszukommen. Das Befahren mit SUVs ist aufgrund der Gefahr des Steckenbleibens im Allgemeinen nicht empfehlenswert. Abhängig vom Pistenzustand ist die ab Peron Homestead etwa 12 km lange, meist einspurige Strecke bis zur Big Lagoon mit derartigen Fahrzeugen zeitweise möglich. Der aktuelle Pistenzustand sollte im DEC-Büro in Denham erfragt werden. Die Mühe lohnt sich, da man an der Spitze der Halbinsel mit spektakulären Farbkontrasten zwischen dem türkisfarbenen Meer, dem hellen Sandstrand und dem roten Sand des Parks belohnt wird.

## Project Eden
Ab circa 1880 wurde die Péron-Halbinsel als Schaffarm genutzt. 1990 kaufte die Regierung das Land zurück und deklarierte es als Nationalpark.
Das 1995 vom Department of Conservation and Land Management (CALM) gestartete Project Eden (nicht zu verwechseln mit dem Eden Project) hat zum Ziel, einen sicheren Lebensraum für bedrohte heimische Tierarten zu schaffen. Die Péron-Halbinsel wurde mittels eines Elektrozauns vom Festland abgetrennt, die eingeschleppten Raubtiere (Füchse, Wildkatzen) und die konkurrierenden Tiere wie Kaninchen wurden mittels Fallen oder Giftköder ausgerottet. Schließlich wurden bedrohte Tierarten wie Rattenkängurus, Kaninchennasenbeutler, Woylies und weitere einheimische Säuger ausgesetzt.